# Dobrino (Kaliningrad)
Dobrino (russisch Добрино, deutsch Nautzken, litauisch Nauckai) ist ein Ort in der russischen Oblast Kaliningrad. Er gehört zur kommunalen Selbstverwaltungseinheit Stadtkreis Gurjewsk im Rajon Gurjewsk.

## Geographische Lage

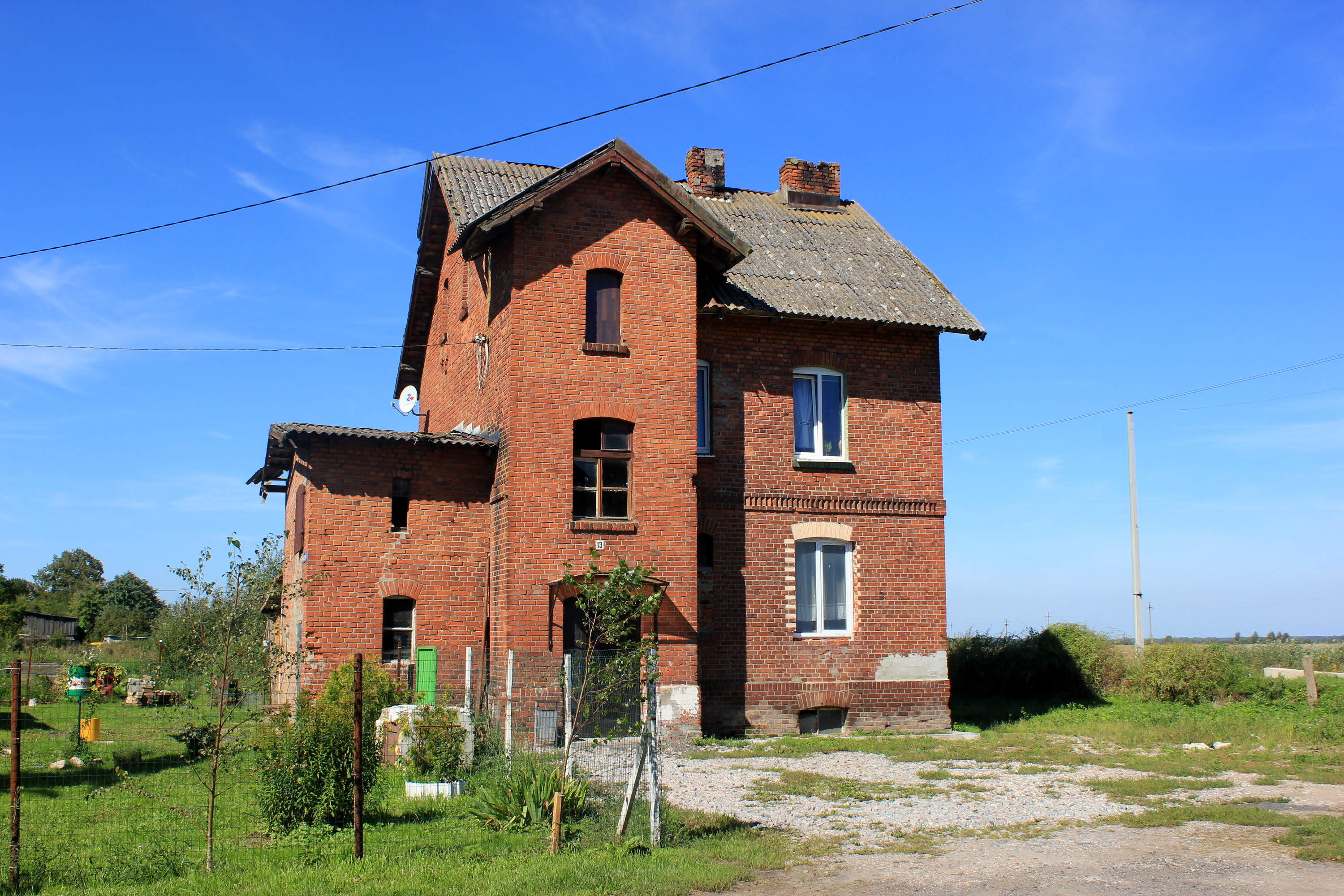
Alter Bahnhof in Nautzken

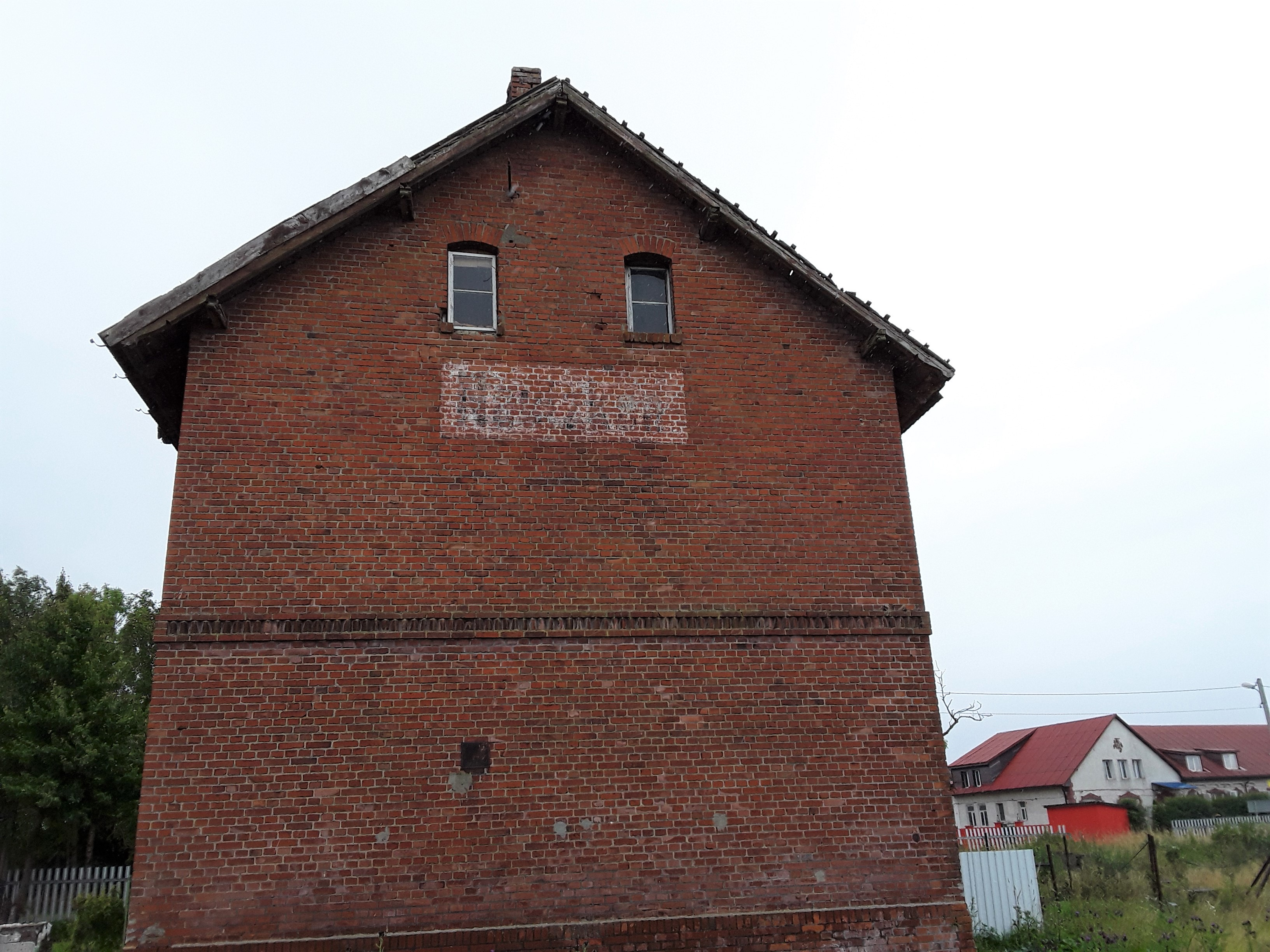
Rückseite des Bahnhofsgebäudes: die alte deutsche Ortsbezeichnung "Nautzken" ist immer noch erkennbar.

Dobrino liegt im Nordosten des Rajons Gurjewsk und ist 16 Kilometer von der ehemaligen Kreisstadt Polessk (Labiau) sowie 20 Kilometer von der jetzigen Rajonshauptstadt Gurjewsk (Neuhausen) entfernt. Durch den Ort verläuft die russische Fernstraße A 190 (Teilstück der früheren deutschen Reichsstraße 126), in die innerorts von Nebenstraßen aus nördlicher Richtung (von Pirogowo (Sudnicken) und Marschalskoje (Gallgarben)) bzw. südlicher Richtung (von Slawinsk (Goldbach) und Saretschje (Kaymen, 1939–1946 Kaimen)) einmünden. Seit 1889 ist Dobrino Bahnstation an der Bahnstrecke Kaliningrad–Sowetsk (Königsberg–Tilsit).

## Geschichte
Die bis 1947 Nautzken genannte Landgemeinde wurde im Jahre 1396 gegründet. 1874 wurde sie in den neu errichteten Amtsbezirk Bendiesen (russisch: Dalneje, nicht mehr existent) eingegliedert, der bis 1945 zum Landkreis Labiau im Regierungsbezirk Königsberg der preußischen Provinz Ostpreußen gehörte.
Mit dem nördlichen Ostpreußen kam Nautzken infolge des Zweiten Weltkrieges zur Sowjetunion und erhielt 1947 die russische Bezeichnung Dobrino. Gleichzeitig wurde der Ort Sitz eines Dorfsowjets. Zunächst sollte der Ort dem Rajon Polessk angehören, wurde im Juli 1947 aber dem Rajon Gurjewsk zugeordnet. Im Jahr 2008 wurde Dobrino Sitz einer Landgemeinde. Seit deren Auflösung im Jahr 2013 gehört der Ort zum Stadtkreis Gurjewsk.

### Einwohnerentwicklung
| Jahr | Einwohner |
| ---- | --------- |
| 1910 | 266       |
| 1933 | 245       |
| 1939 | 235       |
| 2002 | 471       |
| 2010 | 539       |

### Dobrinski selski Sowet/okrug 1947–2008
Der Dorfsowjet Dobrinski selski Sowet (ru. Добринский сельский Совет) wurde im Juni 1947 zunächst im Rajon Polessk eingerichtet. Im Juli 1947 erfolgte dann die Eingliederung in den Rajon Gurjewsk. Nach dem Zerfall der Sowjetunion bestand die Verwaltungseinheit als Dorfbezirk Dobrinski selski okrug (ru. Добринский сельский округ, Dobrinski selski okrug). Im Jahr 2008 wurden die verbliebenen Orte des Dorfbezirks in die neu gebildete Landgemeinde Dobrinskoje selskoje posselenije übernommen.
| Ortsname                     | Name bis 1947/50            | Bemerkungen |
| ---------------------------- | --------------------------- | --- |
| Altaiskoje (Алтайское)       | Schulkeim                   | Der Ort wurde 1950 umbenannt. |
| Anetschkino (Анечкино)       | Wilditten                   | Der Ort wurde 1950 (in Anitschkino) umbenannt. |
| Antonowka (Антоновка)        | Brasdorf                    | Der Ort wurde 1947 umbenannt. |
| Asowskoje (Азовское)         | Thiemsdorf                  | Der Ort wurde 1950 umbenannt. |
| Bajewka (Баевка)             | Kuikeim                     | Der Ort wurde 1947 umbenannt und war zunächst in den Dorfsowjet Kosmodemjanski eingeordnet. Laut Einteilung von 1975 gehörte der Ort zum Dorfsowjet Dobrinski, gemäß der Einteilung von 1988 wiederum zum Dorfsowjet Kosmodemjanski. Im Jahr der Volkszählung 2002 gehörte Bajewka mit seiner Ortsstelle Kuikeim zum Dorfsowjet Dobrinski und mit seiner Ortsstelle Bahnhof Kuggen zum Dorfsowjet Kosmodemjanski. (Spätestens) mit Bildung der Landgemeinde Dobrinskoje im Jahr 2008 wurde der Ort wieder vereinigt. |
| Barsukowka (Барсуковка)      | Duhnau                      | Der Ort wurde 1950 umbenannt. |
| Dalneje (Дальнее)            | Bendiesen                   | Der Ort wurde 1947 umbenannt und war zunächst in den Dorfsowjet Slawjanski eingeordnet. Er wurde vor 1975 verlassen. |
| Dmitrijewka (Дмитриевка)     | Zandersdorf                 | Der Ort wurde 1947 umbenannt und vor 1975 verlassen. |
| Dobrino (Добрино)            | Nautzken                    | Verwaltungssitz |
| Gribojedowo (Грибоедово)     | Wanghusen                   | Der Ort wurde 1947 umbenannt. |
| Ismailowskoje (Измайловское) | Neu Sielkeim                | Der Ort wurde 1950 umbenannt und vor 1975 verlassen. |
| Jegorjewskoje (Егорьевское)  | Sellwethen                  | Der Ort wurde 1947 umbenannt. |
| Kurgany (Курганы)            | Wachsnicken                 | Der Ort wurde 1947 umbenannt und war zunächst in den Dorfsowjet Jaroslawski eingeordnet. |
| Lossewo (Лосево)             | Rentengut                   | Der Ort wurde 1950 umbenannt. |
| Mordowskoje (Мордовское)     | Sergitten                   | Der Ort wurde 1947 umbenannt. |
| Morgunowo (Моргуново)        | Langendorf                  | Der Ort wurde 1947 umbenannt. |
| Nowgorodskoje (Новгородское) | Mettkeim                    | Der Ort wurde 1947 umbenannt. |
| Olegowo (Олегово)            | Senseln                     | Der Ort wurde 1947 umbenannt und war zunächst in den Dorfsowjet Slawjanski eingeordnet. Er wurde vor 1975 verlassen. |
| Ossokino (Осокино)           | Blöcken                     | Der Ort wurde 1947 umbenannt. |
| Poltawskoje (Полтавское)     | Perkappen                   | Der Ort wurde 1950 umbenannt. |
| Prudy (Пруды)                | Kadgiehnen                  | Der Ort wurde 1950 umbenannt und war zunächst in den Dorfsowjet Jaroslawski eingeordnet. |
| Rasino (Разино)              | Louisenfelde                | Der Ort wurde 1950 umbenannt und war zunächst (fälschlicherweise ?) in den Dorfsowjet Jaroslawski eingeordnet. |
| Saretschje (Заречье)         | Kaymen, 1938–1945: „Kaimen“ | Der Ort wurde 1947 umbenannt. |
| Sokolowka (Соколовка)        | Damerau                     | Der Ort wurde 1947 umbenannt und war zunächst in den Dorfsowjet Saliwenski eingeordnet. |
| Sowchosnoje (Совхозное)      | Karlshof                    | Der Ort wurde 1950 umbenannt und war zunächst in den Dorfsowjet Kosmodemjanski eingeordnet. |
| Tretjakowo (Третъяково)      | Daniels                     | Der Ort wurde 1950 umbenannt und war zunächst in den Dorfsowjet Kosmodemjanski eingeordnet. Er wurde 1997 in Tretjakowka umbenannt. |
| Trostniki (Тростники)        | Bothenen und Lautkeim       | Der Ort wurde 1950 umbenannt. |
| Turgenewo (Тургенево)        | Legehnen                    | Der Ort wurde 1950 umbenannt und vor 1975 an den Ort Barsukowka angeschlossen. |
| Uroschainoje (Урожайное)     | Lethenen                    | Der Ort wurde 1950 umbenannt. |
| Wessjolowka (Веселовка)      | Sielkeim                    | Der Ort wurde 1950 umbenannt. |
| Zwetkowo (Цветково)          | Wulfshöfen                  | Der Ort wurde 1950 umbenannt. |

### Dobrinskoje selskoje posselenije 2008–2013

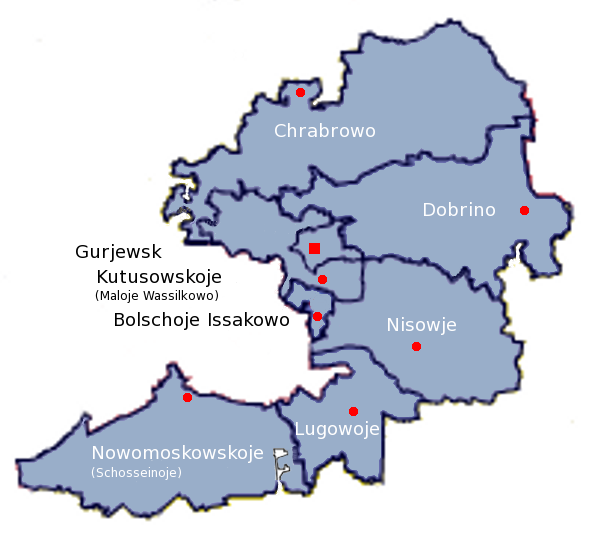
Die Lage der Landgemeinde Dobrinskoje selskoje posselenije im Rajon Gurjewsk

Die Landgemeinde Dobrinskoje selskoje posselenije (ru. Добринское сельское поселение) wurde im Jahr 2008 eingerichtet. Auf einer Fläche von 180,5 km² lebten 4.092 Einwohner (Stand 2010). Im Jahr 2013 wurde die Landgemeinde aufgelöst und deren Orte dem Stadtkreis Gurjewsk zugeordnet. Der Landgemeinde gehörten folgende 36 Orte an, die vorher zu den Dorfbezirken Dobrinski selski okrug und Kosmodemjanski selski okrug gehört hatten:
| Ortsname                          | deutscher Name             |  | Ortsname                     | deutscher Name         |
| --------------------------------- | -------------------------- |  | ---------------------------- | ---------------------- |
| Aistowo (Аистово)                 | Kondehnen                  |  | Mordowskoje (Мордовское)     | Sergitten              |
| Altaiskoje (Алтайское)            | Schulkeim                  |  | Nowgorodskoje (Новгородское) | Mettkeim               |
| Anetschkino (Анечкино)            | Wilditten                  |  | Ossokino (Осокино)           | Blöcken                |
| Antonowka (Антоновка)             | Brasdorf                   |  | Perwomaiskoje (Первомайское) | Kuggen                 |
| Asowskoje (Азовское)              | Thiemsdorf                 |  | Poltawskoje (Полтавское)     | Perkappen              |
| Bajewka (Баевка)                  | Kuikeim                    |  | Prudy (Пруды)                | Kadgiehnen             |
| Barsukowka (Барсуковка)           | Duhnau und Legehnen        |  | Rasino (Разино)              | Louisenfelde           |
| Dobrino (Добрино)                 | Nautzken                   |  | Rasswet (Рассвет)            | Knöppelsdorf           |
| Gribojedowo (Грибоедово)          | Wanghusen                  |  | Saretschje (Заречье)         | Kaymen/Kaimen          |
| Jaroslawskoje (Ярославское)       | Schönwalde                 |  | Snamenka (Знаменка)          | Bruch                  |
| Jegorjewskoje (Егорьевское)       | Sellwethen                 |  | Sokolowka (Соколовка)        | Damerau                |
| Konstantinowka (Константиновка)   | Konradswalde und Waldhöfen |  | Sowchosnoje (Совхозное)      | Karlshof               |
| Kosmodemjanskoje (Космодемьяское) | Molsehnen                  |  | Tretjakowka (Третьяковка)    | Daniels                |
| Kurgany (Курганы)                 | Wachsnicken                |  | Trostniki (Тростники)        | Bothenen und Lauthenen |
| Lossewo (Лосево)                  | Rentengut                  |  | Uroschainoje (Урожайное)     | Lethenen               |
| Mendelejewo (Менделеево)          | Poggenpfuhl                |  | Wessjolowka (Весёловка)      | Sielkeim               |
| Mitino (Митино)                   | Stantau                    |  | Wischnjowka (Вишневка)       | Blöstau                |
| Morgunowo (Моргуново)             | Langendorf                 |  | Zwetkowo (Цветково)          | Wulfshöfen             |

## Kirche
Die mehrheitlich evangelische Bevölkerung Nautzkens war bis 1945 in das Kirchspiel Kaymen (1938–1946 Kaimen, heute russisch: Saretschje) eingepfarrt. Es gehörte zum Kirchenkreis Labiau (russisch: Polessk) in der Kirchenprovinz Ostpreußen der Kirche der Altpreußischen Union. Heute liegt Dobrino im Einzugsbereich der in den 1990er Jahren neugegründeten evangelisch-lutherischen Gemeinde in Polessk (Labiau), die eine Filialgemeinde der Auferstehungskirche (Kaliningrad) (Königsberg) ist und zur Propstei Kaliningrad der Evangelisch-lutherischen Kirche Europäisches Russland (ELKER) gehört.